# Тераса нагірна

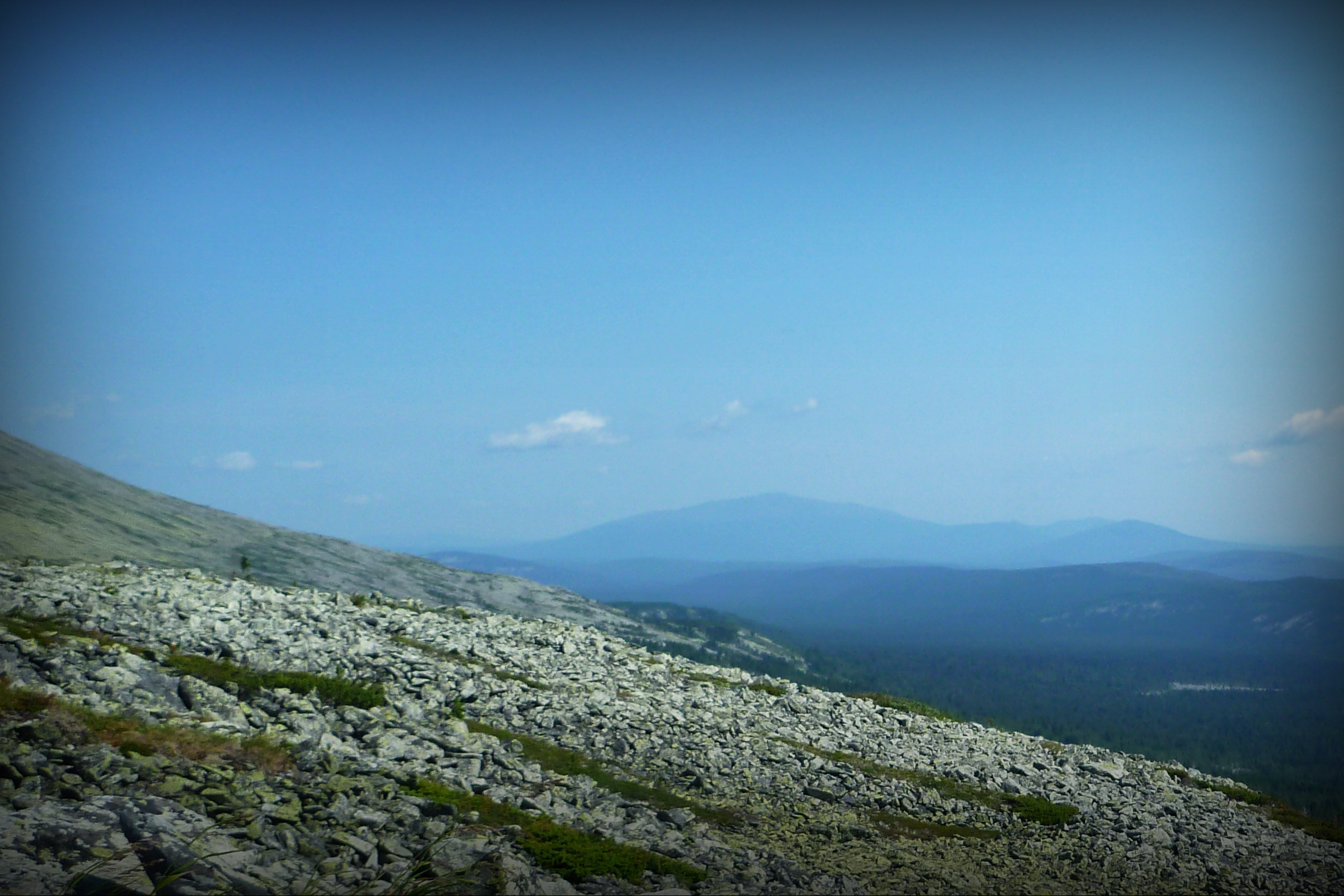
Терасові майданчики на Уралі.

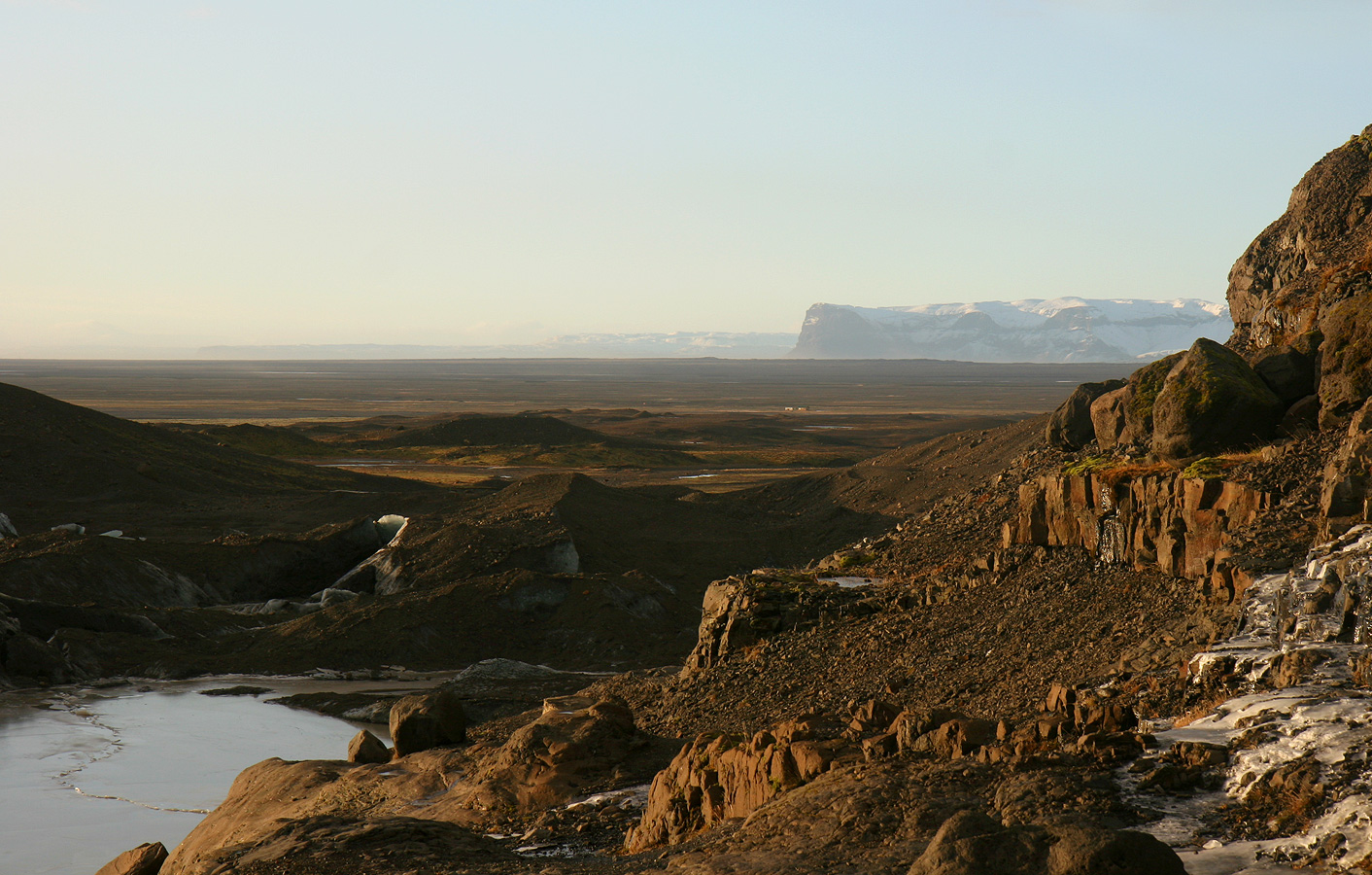

Тераса нагірна (рос. нагорная терраса, англ. altiplanation terrace, golets terrace; нім. Hochgebirgsterrasse f, Hochlandterrasse f) – терасоподібний майданчик вироблений у корінних породах на схилах гір і обмежений крутими уступами висотою від 1-3 до кількох десятків метрів. Майданчики терас нагірних розміром від кількох метрів до кількох кілометрів мають слабкий нахил і покриті брилами, щебенем й дрібноземом. 

## Утворення
Утворюються у результаті морозного вивітрювання і соліфлюкції. Зустрічається в ренгіоях континентального клімату середніх і високих широт. 

## Поширення
Тераси нагірні поширені на полярному Уралі, Сибіру, Алясці й ін. Належить до східчастих форм рельєфу.